# Midleton
Midleton (irl. Mainistir na Corann, co znaczy klasztor Corran) – miasto w południowej Irlandii w hrabstwie Cork. Nazwa Midleton wywodzi się od Middle Town (miasto pośrodku) z powodu jego położenia dokładnie pomiędzy miastami Cork oraz Youghal. Liczba ludności 12 001 (2011).
W Midleton znajduje się Midleton destylarnia whiskey należąca obecnie do Pernod Ricard produkująca m.in.: Jamesona, Powers Whiskey, Tullamore Dew, Paddy Whiskey, Middelton Very Rare, a także Cork Dry Gin i wódkę Huzzar.